# اگر یک بانو برجای بماند آن من هستم
« اگر یک بانو برجای بماند آن من هستم» تک‌آهنگی از هنرمند اهل کانادا سلین دیون است که در ۱۳ آوریل ۲۰۰۷ منتشر شد.